# A Little More
"A Little More" é uma canção do rapper americano Machine Gun Kelly. A canção foi lançada em 6 de março de 2015 como o segundo single de seu segundo álbum de estúdio General Admission. O single traz a participação de Victoria Monét e foi produzido por Tommy Brown.

## Videoclipe
O videoclipe oficial foi lançado em 19 de maio de 2015 pela Vevo.

## Uso na mídia
A música foi usada no jogo de videogame de 2015 WWE 2K16.

## Paradas musicais
| Paradas (2015)                                  | Posição máxima |
| ----------------------------------------------- | -------------- |
| Canadá (Canadian Hot 100)                       | 81             |
| Estados Unidos (Bubbling Under Hot 100 Singles) | 8              |
| Estados Unidos (Billboard R&B/Hip-Hop Songs)    | 35             |